# 쿼터메인 2
《쿼터메인 2》(영어: Allan Quatermain and the Lost City of Gold)는 미국에서 제작된 게리 넬슨 감독의 1987년 모험 코미디 영화이다. 《킹 솔로몬》(1985)의 속편이다. 리처드 체임벌린, 샤론 스톤이 전편에 이어 출연하였고, 메나헴 골란 등이 제작에 참여하였다.
출시명은 쿼터메인 - 잃어버린 황금도시를 찾아서이며 방영명은 샤론 스톤의 보물 찾기, 솔로몬의 보물이다.

## 출연진
- 리처드 체임벌린
- 샤론 스톤
- 제임스 얼 존스
- 헨리 실바
- 로버트 도너
- 라르비 도그미
- 에일린 마슨
- 커샌드라 피터슨
- 마틴 래빗
- 로리 킬럴리